# Poienari (Corbeni), Argeș
Poienari este un sat în comuna Corbeni din județul Argeș, Muntenia, România.
Situată într-o zonă de munte, la poalele Munților Ghițu și Albina, comuna Corbeni cuprinde opt sate: Berindești, Bucșenești, Corbeni (reședința), Oeștii Pământeni, Oeștii Ungureni, Poienari, Rotunda și Turburea.  
În anul 2011, satul Poienari avea o populație de 509 locuitori, reprezentând 10,2% din populația comunei Corbeni.  
Din totalul de 245 de gospodării (în 2011) ale satului Poienari, 40 de locuințe fac parte din ceea ce, odinioară, se numea satul model Antonești. Antonești este numit de săteni și „Satul Nou”, deoarece a fost construit relativ recent, în timpul celui de-al Doilea Război Mondial, în urma inundațiilor catastrofale din 10-12 iulie 1941.
Antonești sau Satul Nou cuprinde 40 de case, toate cu etaj, construite în stil neoromânesc de arhitectul Richard Bordenache, împodobite cu motive florale sau zoomorfe, pictate sau în basorelief, realizate de pictorița Merica Râmniceanu: Casa cu păun, Casa cu cerb, Casa cu cloșcă, Casa cu cocoș, Casa cu floarea-soarelui.
Dintre cei care au participat la construirea satului Antonești, foarte puțini mai sunt în viață, iar casele au fost cumpărate de foștii chiriași - medici, profesori sau funcționari.
Descoperind  istoria acestui loc, mulți proprietari ai acestor case doresc să întreprindă demersuri pentru transformarea zonei într-o rezervație de arhitectură rurală românească.
În mijlocul satului se află clădirile care au găzduit instituțiile publice: primărie, bancă, farmacie, grădiniță, cămin cultural, han turistic, restaurant.
La intrarea în zona administrativă a satului, se află un turn, sub a cărui boltă, mareșalul Ion Antonescu a ținut cuvântarea cu ocazia inaugurării acestui sat. Acest loc este numit și astăzi de localnici „Arcul de Triumf”.
Antonești este unit cu satul Corbeni printr-o șosea în serpentină, ce trece pe sub turnul cu boltă al Palatului său Administrativ.

## Antonești, satul-model

### Inundațiile din 10-12 iulie 1941
În ziua de 10 iulie 1941, o ploaie torențială puternică a cuprins Țara Loviștei și partea de nord a județului Argeș. A plouat încontinuu timp de trei zile, ceea ce a dus la revărsarea râurilor Topolog, Argeș și Vâlsan și la formarea de torenți. Având viteză și forță, torenții au luat la vale lemnele și buștenii exploatării CAPS, care în aval de comuna Arefu, au format un baraj natural.
Barajul a stăvilit, pentru un timp, apele râului Argeș, formând un mare lac de acumulare, care la 48 de ore de la formarea sa, s-a revărsat, devastând, în plină zi - la ora 1400, cea mai mare parte a comunei Căpățâneni, așezată la nivelul albiei Argeșului. În această comună, toate gospodăriile au fost distruse, cu excepția a 32 de case, iar în aval au fost distruse toate podurile din comunele Corbeni, Oești, Albeștii de Mușcel, dar și mai jos unde podul C.F.R. de la Bănănăi, din apropierea Piteștiului, a fost grav avariat.
O telefonistă din Căpățâneni, sesizând pericolul, a alarmat, de îndată, comunele din aval. Fără acest anunț, dezastrul ar fi fost mult mai mare pentru localitățile situate în josul râului Argeș. Astfel, s-a putut evita pierderea de vieți omenești, țăranii refugiindu-se pe dealurile din împrejurimi, luând cu ei și vitele de muncă.
Pagube materiale însemnate s-au produs și pe văile râurilor Topolog și Vâlsan, unde podurile au fost distruse, iar șoselele au fost avariate, devenind impracticabile.

### Distrugerile provocate de inundații
În județul Argeș, 25 de persoane și-au pierdut viața, 586 de animale au murit înecate în apele învolburate și au fost distruse 9556 ha de semănături. La o primă evaluare, pagubele produse de revărsarea apelor se ridicau la circa 510 milioane de lei.
Viitura a pricinuit pagube mari și în agricultură. În județul Argeș au fost inundate 10462 ha de teren arabil, dintre care 1208 ha cultivate cu grâu (care au fost distruse), 642 ha cultivate cu orz (distruse), 5794 ha cultivate cu porumb (distruse), 1122 ha de fânețe(distruse) și 1667 ha cu alte semănături (distruse). Valoarea semănăturilor distruse se ridica la suma totală de 83085705 lei.
În afara acestora au mai fost distruse sau avariate grav: 691 de gospodării, 275 de imobile, valoarea totală a gospodăriilor distruse fiind de 85948405 lei. În timpul inundațiilor, s-au înecat 25 de persoane, dintre care 12 în plasa Argeș, deci în partea de nord a județului Argeș de azi.
Au pierit înecate: 85 de vite mari, 700 de vite mici, 6594 de păsări de curte, 37 de poduri naționale, 122 de poduri județene, 153 de poduri comunale, 465 km de șosele naționale distruse sau avariate grav, 101 km de șosele județene, 44 km de șosele comunale, toate în valoare de 42725500 lei.

### Măsurile luate de autorități
Directorul Cabinetului Militar, colonelul Radu Ștefan Gallin l-a înștiințat, imediat, despre situația din teren, pe Mihai Antonescu, vicepreședintele Consiliului de Miniștri. Acesta l-a delegat printr-o decizie ce a fost publicată, pe 5 august 1941, în Monitorul Oficial al României, pe Constantin C. Popescu „delegat al Președinției pentru refacerea regiunilor inundate din județul Argeș”.
După două săptămâni, rezultatul constatărilor a fost: distrugeri materiale serioase; calea ferată forestieră CAPS, distrusă pe o porțiune de 22 km, de la Oești la Cumpăna; multe poduri desființate sau grav avariate; șoseaua județeană Corbeni- Oești- Curtea de Argeș, distrusă pe o porțiune însemnată; liniile telefonice, deteriorate grav pe întregul traseu.
Numai pe valea Argeșului, pagubele s-au ridicat la peste 120 de milioane de lei.
Pe valea râului Vâlsan, apele au distrus toate podurile pe traseul Brădet-Pitești.

### Luarea deciziei de construire a unui sat model
Conducătorul statului român, mareșalul Ion Antonescu a ordonat primului-ministru, Mihai Antonescu, în vara anului 1941, să se construiască în apropierea celei mai afectate localități din zonă (Corbeni), un sat-model „care să dea direcția dezvoltării rurale în România”  și care să ofere adăpost pentru 40 de familii sinistrate.
Din dispoziția Președinției Consiliului de Minștri, a fost trimisă la fața locului o comisie, pentru a evalua pagubele și a face un plan de acțiune. Din această comisie făceau parte, printre alții, ing. C. Fedorovici, șeful Centrului de exploatare CAPS, prof. Gheorghe Focșa, inspector la Fundația Regele Mihai, reputatul arhitect Richard Bordenache, membru în Consiliul Tehnic Superior. Aceștia au analizat in situ dezastrul provocat de inundații- distrugerea căii ferate CAPS pe o porțiune de 22 de km, distrugerea liniilor telefonice de pe întreg traseul afectat de puhoaie, avarierea șoselei județene Corbeni-Curtea de Argeș pe porțiuni însemnate. În urma analizei din teren, aceștia au stabilit un plan de măsuri pentru atenuarea pagubelor, cauzate de inundații.
Din comisia trimisă la fața locului făcea parte și viitorul director al Muzeului Satului din București, cunoscutul profesor și etnolog Gheorghe Focșa. Prezența lui în comisie, motivează, într-un fel, alegerea acestei soluții inedite- realizarea unui sat-model, care să se bucure de toate facilitățile vieții moderne.
Mareșalul Ion Antonescu a fost de acord cu ideea construirii satului model și a dat ordin pentru edificarea acestuia. Totodată, Ion Antonescu a aprobat fondurile necesare construirii satului Antonești, solicitând participarea MInisterului de Interne, cu un fond de 2500000 de lei, logistica urmând să fie asigurată de Ministerul Apărării, chemat să participe cu: 15 vagoane cu ciment, 3 vagoane cu fier, 1 vagon cuie, 1000 de cazmale, sape și cuțitoaie, 2 betoniere și mai multe roabe și forje de companie .
Din fonduri proprii, dar și din fonduri primite de la Guvern, Prefectura Argeș urma să demareze și să coordoneze lucrările de construcție și de amenajare a noului sat.

### Etimologia numelui satului Antonești
Satul-model, pe care mareșalul Ion Antonescu a decis prin Hotărâre de Guvern să-l construiască, va purta, ulterior numele ctitorului său- Antonești.

### Planul de sistematizare și de construire a satului-model Antonești
Executarea planurilor de sistematizare și de construire a satului -model a fost încredințată, în august 1941, arhitectului Richard Bordenache .

Programul proiectului prevedea următoarele lucrări:

1. „Un drum larg de acces în noul sat, derivat din șoseaua județeană Corbeni-Aref și mai multe străzi principale și secundare în sat, care să asigure deservirea loturilor de case și acareturilor respective, precum și a piețelor și instituțiilor publice.
2. O piață publică centrală, pusă în directă legătură cu strada principală de acces a satului model și cu piața stației de cale ferată.
3. O piață alimentară și, complementar, obor de vite, pusă în legătură cât mai directă cu străzile principale și cu piața publică.
4. O piață pentru stația căii ferate înguste a CAPS.
5. O piață pentru postul de pompieri, situată cât mai aproape, atât de satul model, cât și de vechiul sat Corbeni.
6. Un dig de beton pentru apărarea malului râului Argeș , în dreptul podului nou și a stației de cale ferată.
7. O serie de instituții publice administrative: primărie cu percepție, bancă și cooperativă sătească, formând clădirea principală a palatului administrației din piața publică, la care se vor adăuga dispensarul, cantina pentru copii, secția pentru băile populației locale, cămin cultural cu sală de spectacole, bibliotecă și grădiniță de copii.
8. 39 de loturi de case, în suprafață de cca 2000 mp fiecare, cuprinzând câte o casă tip, o curte cu acareturi (grajduri și cotețe), o fântână, o grădină cu pomi fructiferi și o gradină de zarzavat.
9. Un teren pentru o viitoare școală primară, o școală horticolă, precum și un teren pentru un han de călători.
10. Un parc de agrement, cuprinzând un stadion sportiv”.

Cele două biserici din comună, amândouă monumente istorice, urmau a fi restaurate și reparate, o nouă biserică, în zona de nord-est a satului model (pe proprietatea lui Gheorghe Erbașu, care se va expropria în vederea extinderii ulterioare a satului), urmând a fi construită mai târziu.

### Construirea satului-model Antonești
Planul de sistematizare și de construire a satului-model a fost aprobat în Conferința Interministerială din 26 septembrie 1941, iar pe 9 octombrie 1941, Ministerul Lucrărilor Publice a încuviințat executarea lucrărilor.
Măsurătorile topografice au fost realizate, în toamna anului 1941, de inginerul G, Marincea și de Oficiul Aerofotogrametric din S.S.A.
La 15 mai 1942, din ordinul lui Ion Antonescu, președintele Consiliului de Miniștri, încep lucrările de construire a satului-model.

În doar un an, în aprilie 1943, erau raportate, ca finalizate, următoarele lucrări:
„a) Organizarea șantierului și construirea birourilor provizorii, a barăcilor și a depozitelor de materiale.
b) Instalarea lagărelor de prizonieri care, sub comandament militar, sunt folosite la lucrările satului model și la refacerea căii ferate înguste CAPS, de la Oești la Cumpăna.
c) Aducerea apei necesare lucrărilor șantierului printr-un scoc și un șanț cu o lungime de circa 1800 mp.
d) Instalarea unui atelier de cărămidă, executată parțial cu mâna, parțial cu presa, într-o fabrică de cărămidă împrovizată pe șantier.
e) Aprovizionarea parțială cu materialele de construcție, puse la dispoziție de Președinția Consiliului de Miniștri: var, ciment, fier beton, precum și a materialelor achiziționate de Prefectura Argeș, din regiune: pietriș, nisip, bolovani, cherestea.
f) Executarea unei porțiuni din digul de apărare a malului Argeșului, pe o lungime de circa 40 m, în stânga drumului de acces la satul model și executarea fundațiilor și cofragului unei alte porțiuni din acest dig, pe partea dreaptă a aceluiași drum (circa 100 m).
g) Săparea patului străzilor noului sat, pe o lungime de circa 1500 m.
h) Executarea la roșu a 24 de case, inclusiv șarpanta, învelitoarea de șiță și cerdacul de lemn pe parcelele de la nr.2 la 27.
i) Executarea la roșu a clădirii palatului administrativ.
j) Executarea săpăturilor fundațiilor localului pentru dispensar, maternitate și baie populară.

k) Fundațiile la restul clădirilor- tip casă din satul model Antonești”.
Potrivit normativului din construcții, elaborat de Ministerul Afacerilor Interne, referitor la modalitatea de ridicare a construcțiilor în localitățile afectate de inundații, acestea „trebuie amplasate pe locuri cât mai înalte și pe teren sănătos, neexpus inundațiilor sau alunecărilor”, înconjurate de curți, în apropierea drumurilor comunale, care permiteau scurgerea apelor pluviale.
Antonești este construit pe un platou, din regiunea subcarpatică, situat la circa 600 m altitudine, având numeroase caracteristici: stabilitatea solului, nivelul de 20-25 m deasupra albiei râului Argeș, absența umidității, poziție naturală și expunere solară excelentă, imediata vecinătate cu satul Corbeni și o ușoară înclinare pe direcția nord-est, care asigură scurgerea rapidă apelor pluviale.
Așadar, satul-model va ocupa o suprafață de 10 ha, teren ce făcea parte din izlazul comunal aferent comunei Corbeni. Întrucât legea înterzicea înstrăinarea izlazurilor comunale, în alte scopuri decât cele agricole, s-au întreprins demersurile necesare pentru cedarea legală a terenului preluat, precum și exproprierea unei porțiuni de 40 ha din terenul vecin, proprietatea lui Gheorghe Erbașu (din care 20 ha vor fi puse la dispoziția satului pentru parcelare și 20 ha se vor da izlazului comunal).
Costul necesar construirii satului-model Antonești era de 300000000 de lei, în 1941, o sumă foarte mare, ținând cont de faptul că Al Doilea Râzboi Mondial era în plină desfășurare.

### Lagărul de Prizonieri Nr. 10 de la Corbeni - forța de muncă folosită pentru construirea satului Antonești
De aceea, pe lângă căruțași adunați din localitățile învecinate șantierului, pe lângă meșteri și muncitori, plătiți cu ziua; forța de muncă necesară construirii satului-model Antonești era asigurată de 800 de prizonieri de război sovietici, de origine ucraineană, aflați sub comandament militar.  Aceștia făceau parte din Lagărul de prizonieri Nr.10 de la Corbeni, ce se afla la dispoziția președintelui Consiliului de Miniștri, Ion Antonescu.
Prefectura județului Argeș era însărcinată cu hrănirea prizonierilor, iar Marele Stat Major era cel care stabilea condițiile de lucru pentru prizonierii din lagăr: 150 de lei/zi pentru salahori (inclusiv hrana) ; 200 de lei/zi pentru meseriași (inclusiv hrana).
Lagărul de prizonieri Nr.10 de la Corbeni dispunea de bucătărie, spălătorie, sală de mese și infirmerie. Prizonierii erau cazați în barăci de lemn, ce dispuneau de sobe proprii. Cantitatea zilnică de lemne era de 18 kg, pentru fiecare sobă.
Prin Decizia Nr.4377 din 20 februarie 1943, a Ministerului Apărării, începând cu 1 martie 1943, s-au mărit alocațiile de hrană, iar meniul prizonierilor a devenit identic cu al soldaților din trupele de pază.
Potrivit art. 27 al Convenției de la Geneva din 1929, Marele Stat Major Român a decis ca prizonierii Lagărului Nr.10 de la Corbeni (cu excepția ofițerilor), să muncească la edificarea satului Antonești: lucrări edilitare, exploatări forestiere, construirea de locuințe sau munci agricole.
Numărul de prizonieri sovietici din Lagărul Nr. 10 de la Corbeni, a oscilat de-a lungul timpului. Astfel, dacă la data de 20 decembrie 1941, erau 1935 de prizonieri, pe 23 august 1944, în lagăr se aflau 2441 de prizonieri.
Pe 23 august 1944, prizonierii de la Corbeni au fost eliberați, iar pentru munca depusă au fost remunerați, potrivit nomelor militare, cu un procent de 8% din plata ce li se cuvenea.
Prizonierii din Lagărul Nr. 10 de la Corbeni, județul Argeș au fost singurii din România, care au primit plata pentru munca depusă (valoarea totală a sumei era de 7.177.350 lei), fiind retribuiți direct, pe bază de tabel nominal .